# 항정신병제제

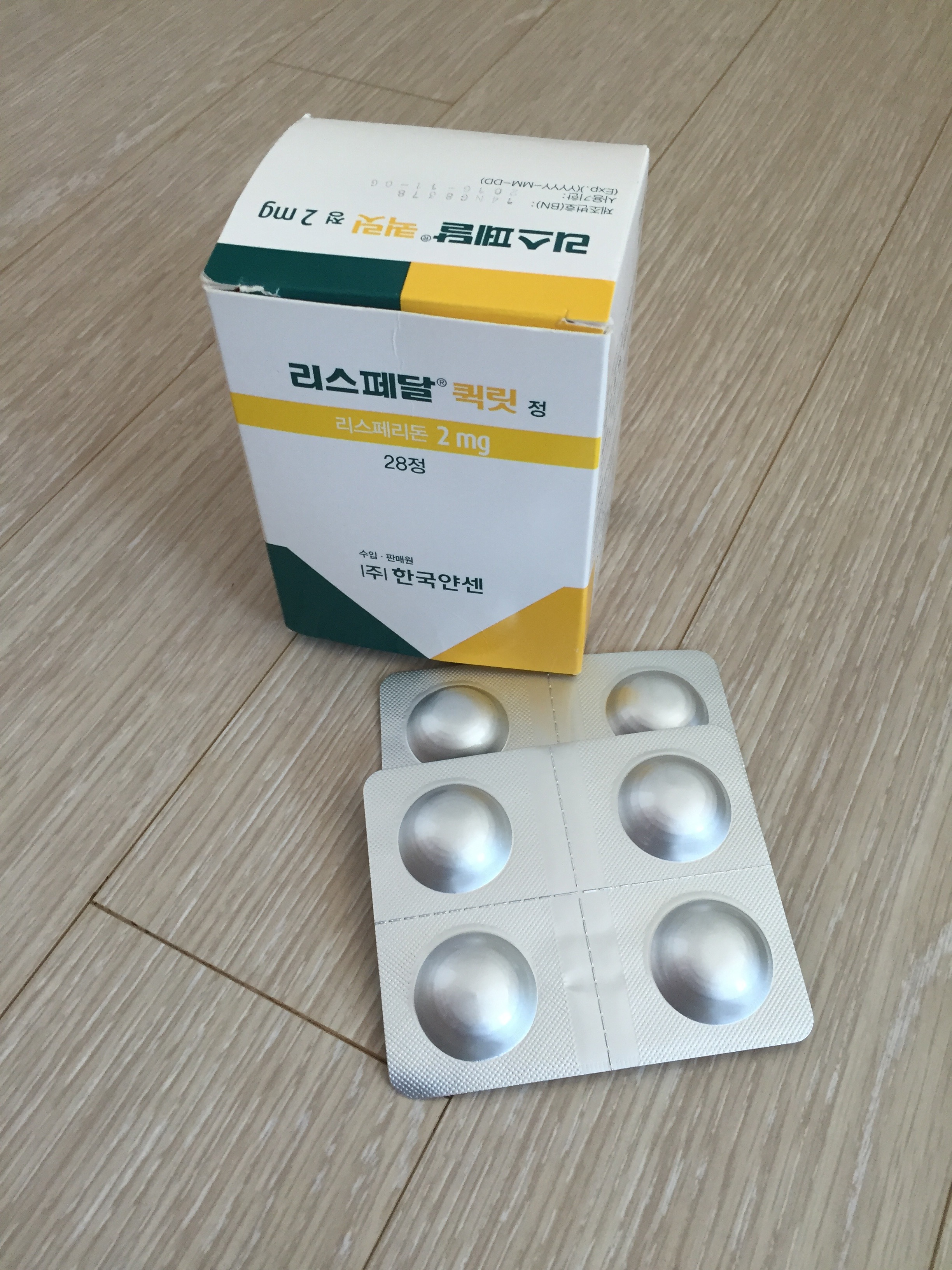
(비정형)항정신병제제 중 리스페리돈 퀵릿 2mg (한국얀센)

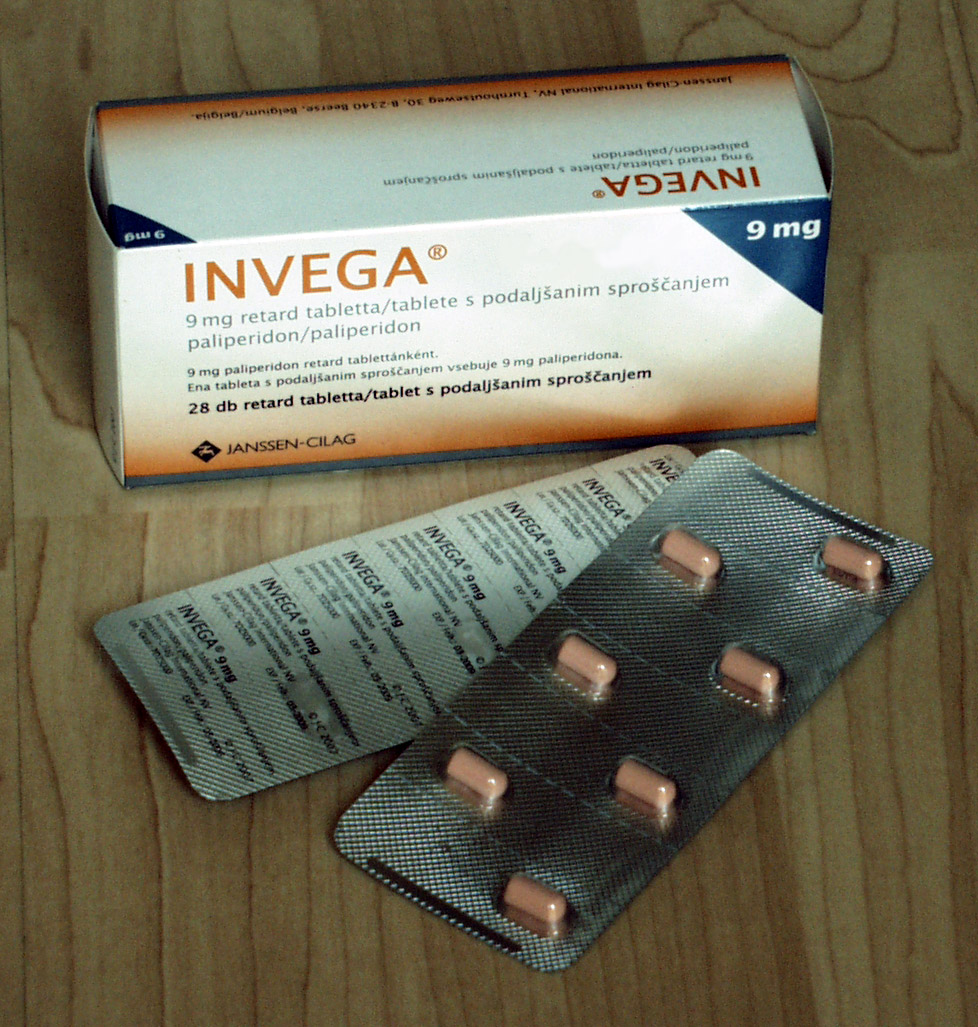
항정신병제제 중 팔리페리돈 9mg (한국얀센)

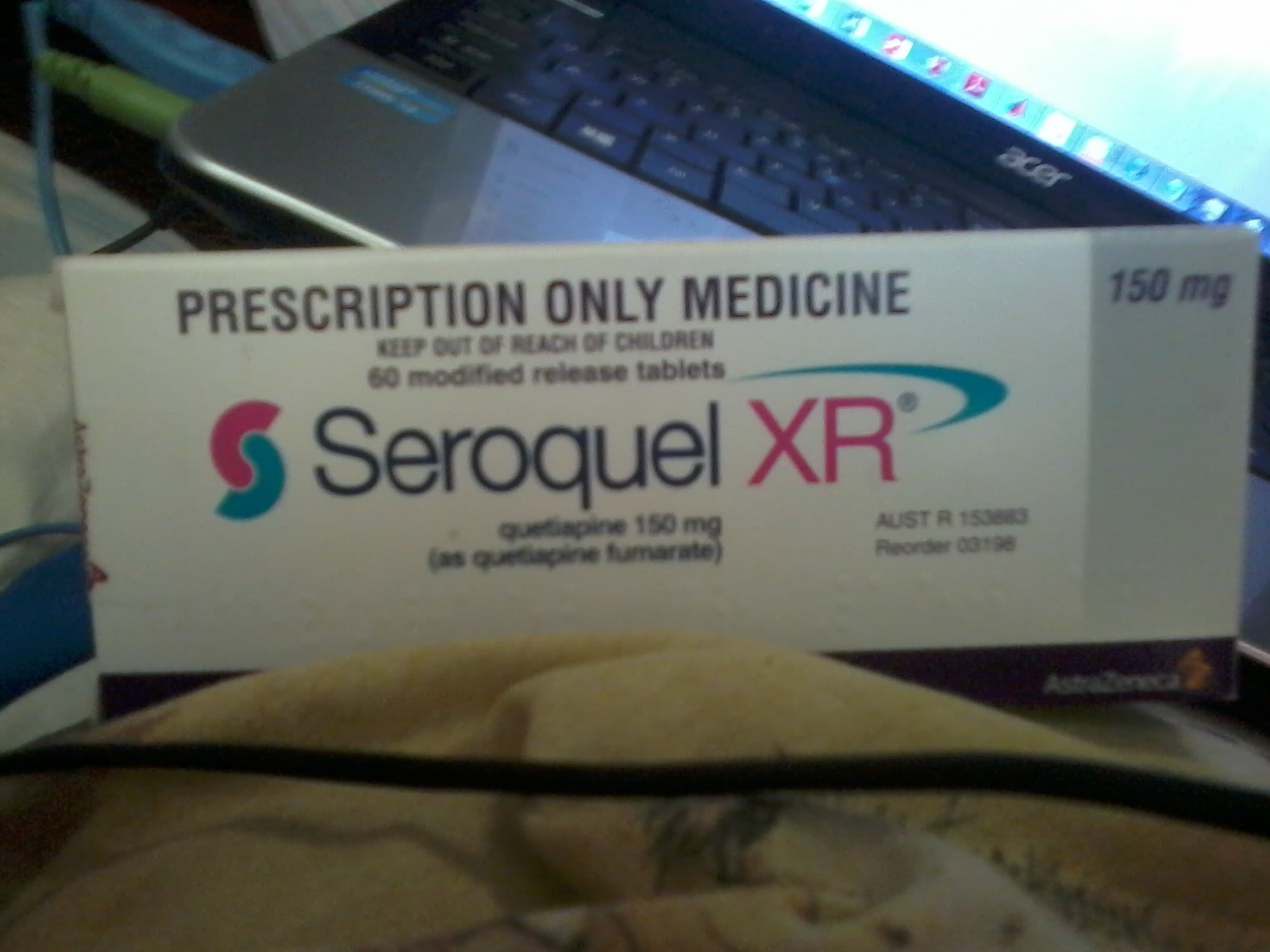
항정신병제제 중 쿠에티아핀 XR(서방정) 150mg (한국아스트라제네카)

항정신병제제 중 블로난세린

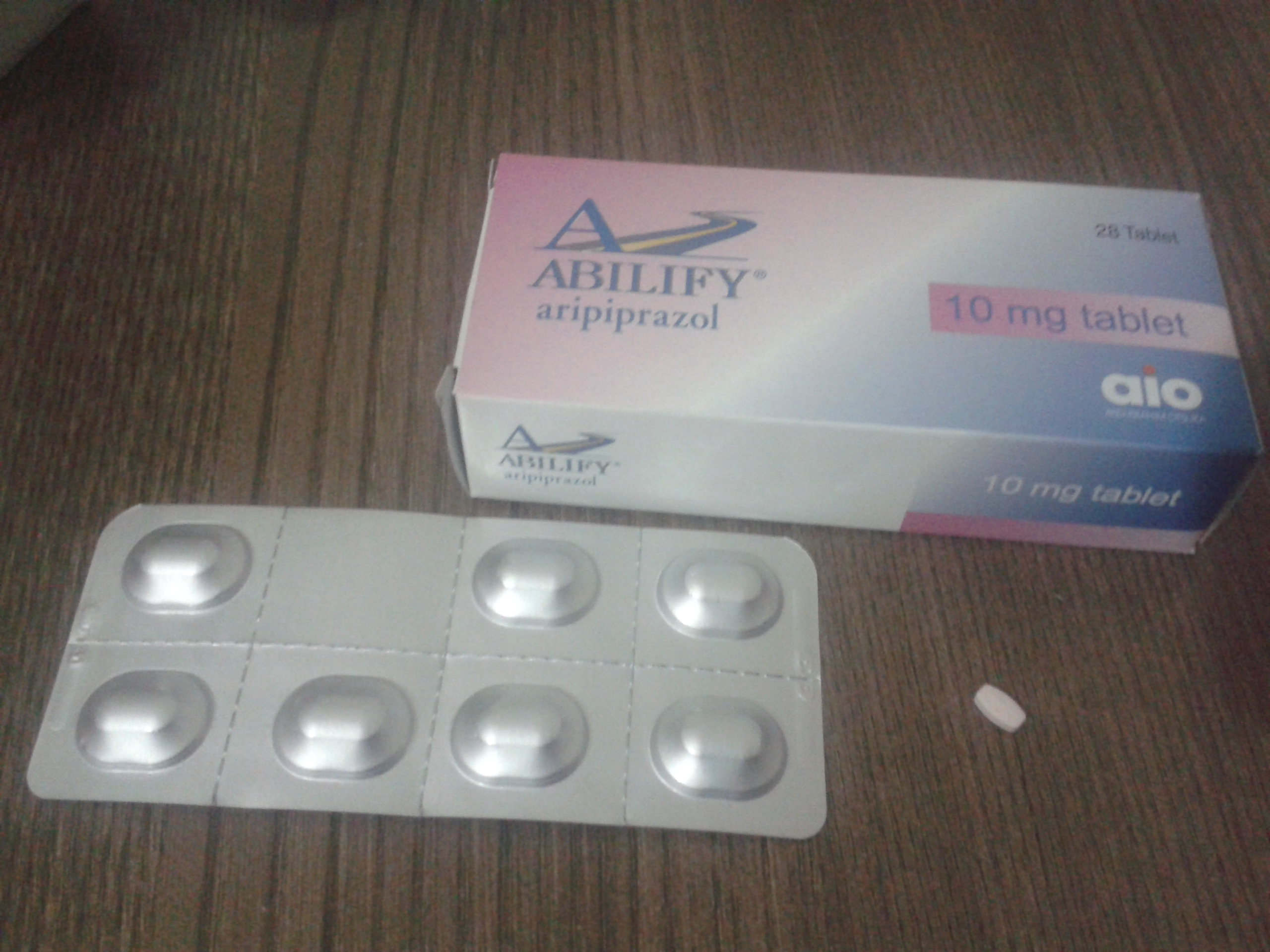
항정신병제제 중 아리피프라졸 10mg (한국오츠카제약)

항정신병제제(抗精神病製劑, 영어: antipsychotic)는 정신병의 치료에 이용하는 정신 약물군 중 하나이다. 항정신병제(抗精神病劑), 신경이완제(神經弛緩劑, 영어: antipsychotic), 정신병 치료제(精神病治療劑)라고도 한다. 정신병에는 망상, 환각, 사고 장애 및 조현병, 양극성 장애 등이 있으며, 이러한 제제는 정신병이 아닌 질환의 치료에도 쓰인다. (ATC 코드 N05 참조)

## 종류
정형적 항정신병제제로 알려져 있는 제1세대 항정신병제제인 클로르프로마진은 1950년대에 개발되었다. 미국 릴리사의 조현병 치료제인 '자이프렉사(올란자핀)'와 영국 아스트라제네카사의 조현병 치료제인 '쎄로켈(푸마르산 쿠에티아핀)' , 일본 다이닛폰 스미모토사의 조현병 치료제인 '로나센(블로난세린)', 미국 존슨앤드존슨의 서방형 조현병 치료제인 '인베가(팔리페리돈)' 등 제2세대 항정신병제제인 비정형적 항정신병제제가 더 최근에 개발되었지만, 이 쪽이 항정신병제제의 상당수를 차지하지만, 아미설피리드 성분의 조현병 치료제인 '솔리안'의 경우, 뇌의 도파민 경로의 수용체에 작용하여, 양성 및 음성 증상이 동시에 혼재될 경우, 고용량(400~800mg)으로 처방하는 경우가 있다.
또한, 제2세대 항정신병제제는 세로토닌 수용체에도 반응하게 개발된 경우가 있지만, 디벤조티아제핀(Dibenzothiazepine) 계열에 속하는 영국 아스트라제네카사의 서방형 조현병 치료제인 '쎄로켈 XR(푸마르산 쿠에티아핀)'의 경우, 약물이 서서히 흡수되는 젤매트릭스 제법으로, 하루에 한 번만 복용해도 하루 동안 체내 약물 농도를 유효 범위 내에서 유지하는 등 복약 순응도를 높여, 성인의 우울증 치료를 위한 주요 우울 장애 치료의 부가 요법제로 승인되어 있다.
이 제제의 부작용으로 잘 알려진 것은 제1세대의 경우 비정상적 운동을 일으키는 추체외로 증상(EPS) 및 고프로락틴혈증이며, 제2세대에서는 체중 증가 및 대사장애이다. 약을 줄여가면서 나타날 수 있는 일시적인 금단 증상으론, 불면증, 불안, 정신증 및 추체 외로계 장애가 있고, 이러한 것들 때문에 환자 및 보호자들이 기저 증상이 재발하는 등 정상적인 사회 복귀를 어렵게 했다.
더욱이, 3세대에서는 조현병의 발병 원인으로 알려진 도파민 분비량의 불균형을 완화시켜주는 조현병 치료제 중 유일무이한 도파민 부분 효능제(Dopamine Partial Agonist)인 일본 오츠카제약이 1988년 발견하여, 새로운 정신 질환 치료 매커니즘을 과감히 도입한 차세대 조현병 치료제 '아빌리파이(아리피프라졸)'가 동아시아 국가에서 신약으로 개발되어, 2002년 미국 발매를 시작으로 유럽, 아시아, 아랍에 이르기까지 전 세계적으로 각종 정신 질환으로 고통 받는 환자들에게 처방되고 있으며, 뛰어난 효능과 안전성으로 조현병 치료제 중 매출 1위를 기록하는 기염을 토해내기도 했다.
아리피프라졸의 약리 작용은, 도파민 길항 작용을 하는 기존 조현병 치료제와는 달리 도파민 D2 수용체에 부분적으로 작동하여, 도파민이 과도하게 분비된 상태에서 도파민의 농도를 낮춰주는 길항제로, 도파민 분비량이 부족한 상태에서는 도파민 효능제로 작용해 도파민의 비정상적인 분비로 인한 조현병의 양성 및 음성 증상을 동시에 개선시켜 준다. 또한, 기존 조현병 치료제들이 도파민을 억제하는 작용기전으로 인해 발생됐던 고프로락틴 혈증 등의 추제 외로계 부작용은 도파민 분비량을 안정화해 주면서 최소화할 수 있으므로 이전 도파민 길항제와는 확연히 다른 도파민 부분 안정제의 독특한 작용 기전을 가지고 있을 뿐만 아니라, 운동 및 대사 장애와 같은 추체 외로계 장애(EPS) 등 부작용이 현저히 낮을 뿐만 아니라, 장기 복용에 적합 하므로 내약성이 우수하다.
이후 아빌리파이의 제조사인 오츠카제약은 정신분열병에 대한 적응증 취득을 시작으로 활발한 임상 연구를 토대로 양극성 장애를 수반하는 급성 조증 및 혼재성 삽화, 주요 우울 장애 치료의 부가 요법제에 대한 적응증을 취득하였다. 또 국내의 소아 및 청소년 대상 임상시험을 통해 세계 최초로 뚜렛 장애까지 적응증을 확대하며 다양한 정신 질환에 대한 치료 효과와 안전성을 입증하여, 급성 및 만성의 정신 질환 및 기분 조절 장애에 강력한 임상 효과와 적은 부작용으로 적응증이 광범위한 아리피프라졸은 불필요한 진정제 없이 각종 정신질환에 시달리는 환자들의 정상적인 사회 복귀를 유도하는 효과적인 조현병 치료제로 각광 받고 있다.

## 의학적 용도
조현병 치료제는 다음과 같은 질환에 처방된다.
- 조현병
- 조현정동장애
  - 우울형-항우울제와 같이 주요 우울증 치료의 부가 요법제로 처방
  - 양극형-안정제와 같이 처방

## 주요 개발사
- 존슨앤드존슨
- 일라이 릴리 앤드 컴퍼니
- 아스트라제네카
- 오츠카 제약

## 참조 문헌
1. ↑  Cubeddu, Richard Finkel, Michelle A. Clark, Luigi X. (2009). 《Pharmacology》 4판. Philadelphia: Lippincott Williams & Wilkins. 151쪽. ISBN 9780781771559.
2. ↑  Frankenburg FR, Dunayevich E, Albucher RC, Talavera F. Schizophrenia. 2013 Aug 22 [cited 2013 Oct 2]; Available from: http://emedicine.medscape.com/article/288259-overview
3. ↑  Frankenburg FR, Dunayevich E, Albucher RC, Talavera F. Schizophrenia. 2013 Aug 22 [cited 2013 Oct 2];
4. ↑  Dilsaver SC, Alessi NE (March 1988). "Antipsychotic withdrawal symptoms: phenomenology and pathophysiology". Acta Psychiatr Scand 77 (3): 241–6.

## 같이 보기
- 할로페리돌(할돌/Haldol)
- 리스페리돈(리스페달/Risperdal)
- 팔리페리돈(en:Paliperidone, 인베가/Invega)
- 올란자핀(en:Olanzapin, 자이프렉사/Zyprexa(미국 일라이 릴리))
- 쿠에티아핀(en:Quetiapine, 쎄로켈/Seroquel(영국 아스트라제네카))
- 아리피프라졸(en:Aripiprazole, 아빌리파이/Abilify(일본 오츠카제약))
- 아미설피리드